# Chaetabraeus brasavolai
Chaetabraeus brasavolai är en skalbaggsart som först beskrevs av G. Müller 1944.  Chaetabraeus brasavolai ingår i släktet Chaetabraeus och familjen stumpbaggar. Inga underarter finns listade i Catalogue of Life.